# Tatsuhiko Seta
Tatsuhiko Seta (瀬田 龍彦, Seta Tatsuhiko, né le 15 janvier 1952 à Morioka dans la préfecture d'Iwate au Japon) est un footballeur japonais.